# Daddy Kabba Dampha
Daddy Kabba Dampha (* 20. Jahrhundert) ist ein Politiker im westafrikanischen Staat Gambia.

## Leben
| Parlamentswahl | Stimmen | Stimmanteil |
| -------------- | ------- | ----------- |
| 1997           | 524     | 56,40 %     |

Dampha trat bei den Parlamentswahlen 1997 als Kandidat der Alliance for Patriotic Reorientation and Construction (APRC) im Wahlkreis Janjanbureh an. Er erreichte 56,40 % der Stimmen vor dem Kandidaten der United Democratic Party (UDP) Foday Jibani Manka und gewann dadurch einen Sitz in der National Assembly. Bei den folgenden Parlamentswahlen 2002 trat Dampha nicht mehr an. Für die Nachwahl 2015 in Janjanbureh wurde er als Kandidat vorgeschlagen, nominiert wurde von der APRC aber Ebrima M. Sarjo.